# Opisthacantha guyanensis
Opisthacantha guyanensis är en stekelart som först beskrevs av Jean Risbec 1950.  Opisthacantha guyanensis ingår i släktet Opisthacantha och familjen Scelionidae. Inga underarter finns listade i Catalogue of Life.